# El precio justo (programa español)
El precio justo fue un programa concurso de televisión emitido en España basado en el formato estadounidense The Price is Right. La versión española fue creada por Ramón Pradera, quien asumió las labores de guionista, realizador y director. Su diferencia con la versión americana estaba en la fase denominada "escalera de premios" y en un único escaparate final con los mayores premios jamás otorgados en España en un concurso de televisión. El programa, a diferencia del americano, tenía una duración de entre 90 y 120 minutos y se emitía en el prime time de los lunes llegando a batir todos los récords de audiencias y situando la emisión del 2 de enero de 1989 en cerca de los veinte millones de espectadores. Se emitió en TVE-1 y su presentador fue Joaquín Prat, con la locución de Primitivo Rojas. Tuvo una audiencia media de más de 17 millones de espectadores. Entre las azafatas que desfilaron por el concurso destacan Beatriz Rico, Yvonne Reyes, Verónica Mengod, Arancha del Sol, Mónica Hoyos, Pilar Rubio y Paloma Marín.
En 1989 dio el que hasta la fecha era el premio más alto de la historia de la televisión en España, al llevarse un concursante un escaparate completo de premios valorado en más de 40 millones de pesetas, récord que se mantuvo durante nueve años. Años más tarde de su conclusión en 1993, tuvo varias versiones posteriores en España, tanto en la misma cadena como en otras, todas ellas, aunque respetando las reglas básicas, muy diferentes en formato a esta versión, que se emitía en prime time.
Tres años después, TVE renunció a renovar el programa para otra temporada y, entre 1996 y 1997, se transfirió en Canal 7 TV, canal local de Madrid nacido en 1996 presentado por Agustín Bravo, emitido en prime time y tenía especiales los sábados, con participación de los televidentes desde casa.
En 1999, el programa regresó en TVE, presentado por Carlos Lozano hasta 2001 y posteriormente por Guillermo Romero hasta 2002. Este se emitía en horario de la tarde, pero perdió popularidad al pasar de la peseta al euro. Esta versión utilizaba el mismo set y música que Bruce's Price Is Right, la tercera adaptación del formato en Reino Unido, además, en esta etapa intervinieron azafatas como Pilar Rubio.
Al final, Antena 3 se hizo con los derechos del programa y estrenó el 11 de septiembre de 2006 una nueva temporada, presentada por Juan y Medio, cuyo plató era similar a la versión del Reino Unido de la época. Empezó mejorando su franja, puesto que la serie juvenil Rebelde traía unas audiencias que giraban alrededor del 12%. El programa llegó en algunas ocasiones a marcar casi el 17% de audiencia, aunque conforme avanzaba el programa, la audiencia se fue desplomando, por lo que fue sustituido en el horario de las 16:00 por la telenovela brasileña El Color del Pecado y fue cambiado al horario de las 11:30. Finalmente y tras un par de semanas en ese horario, fue cancelado definitivamente.
El 2 de febrero de 2021 se anunció la vuelta del programa con Carlos Sobera como presentador en Telecinco. La emisión empezó el 5 de abril de 2021 y finalizó el 18 de junio del mismo año.

## Mecánica
El programa se dividía en dos fases principales, la fase de juegos y la fase del escaparate final.

### Pujas y juegos
Cada semana, se seleccionaban varios cientos de cartas enviadas por los espectadores, y se invitaba a todos ellos a asistir al programa como público y como concursantes potenciales. De entre todos ellos, el notario sorteaba nueve nombres y el presentador los iba llamando por orden para que acudieran "a jugar", frase pronunciada por el presentador que se hizo popular entre la población española. Con los cuatro primeros concursantes llamados se hacía la primera ronda de concurso y después en cada ronda se iba llamando a un concursante más que se uniría a los tres concursantes no ganadores de la ronda anterior, hasta haber llamado a los nueve concursantes y haber hecho seis rondas en total de concurso.
Cada ronda de concurso tenía la misma mecánica. En primer lugar, una de las azafatas mostraba un regalo mientras el locutor iba describiéndolo al detalle. Después los concursantes debían decir cual creían que era el precio justo, a modo de puja, comenzando siempre por el último concursante en llegar y después de izquierda a derecha, salvo en la primera ronda en la que el orden era de izquierda a derecha directamente. Si todos los concursantes se pasaban al decir la cifra, se volvía a empezar y todos volvían a decir una cifra. El ganador sería aquel que hubiera dado la cifra más cercana al precio justo del regalo sin pasarse, convirtiéndose en el ganador del mismo. Si además había dicho exactamente el precio justo, se llevaría 100.000 pesetas como premio adicional. Y se ganaba el derecho a jugar a un juego para conseguir un premio importante y el derecho a competir por el escaparate final. La lista de juegos que se utilizó en los cinco años que duró el programa es muy elevada. Muchos de ellos estaban basados en juegos del formato original estadounidense.

### La escalera de premios
Una vez realizadas las seis rondas de concurso, había seis concursantes ganadores que habían ganado el derecho de optar al escaparate final y tres concursantes descolgados, aquellos que en la última ronda no hubieran conseguido ganar. Para estos tres concursantes se hacía un juego de consolación llamado "La escalera de premios" que estaba basado en cartas, en el que podrían ganar algo de dinero, a veces cantidades importantes. En las cartas se encontraban las cantidades económicas correspondientes a los valores de todos los regalos aparecidos a lo largo de la noche en el programa, y también había cuatro comodines con la imagen del patrocinador valorados en 500.000 pesetas.
Cada concursante tenía su propia baraja y podía sacar un máximo de cinco cartas en total. La primera carta era premio seguro. Después el juego consistía en adivinar si la siguiente carta sería mayor o menor. Si acertaban ganaban el dinero de la carta y podían seguir jugando. Si fallaban, perdían la mitad y se acababa el juego. Al sacar un comodín, la siguiente carta era suya directamente sin necesitar adivinar. Podían plantarse en cualquier momento, ganando todo el dinero que hubieran logrado acumular en sus cartas. Si además lograban completar con éxito sus cinco cartas, ganarían automáticamente el comodín de oro, y con él un bote de dinero que iba aumentando semana a semana si no se entregaba.

### El escaparate final
Los seis concursantes aspirantes al escaparate se organizaban en dos rondas de tres concursantes. En cada ronda, se mostraba un regalo del escaparate, y como en las rondas de la primera fase, había que intentar adivinar el precio justo de ese regalo, con la particularidad de que esta vez debían todos escribir el precio que ellos creían antes de mostrarlos todos al mismo tiempo, y sería ganador el que más se acercara sin pasarse, aunque esta vez no ganarían el regalo mostrado al formar parte del escaparate final.
Los ganadores de las dos rondas serían los concursantes del escaparate final. El escaparate era una sucesión de varios regalos de gran cuantía, incluyendo coches, motos, viajes, joyas, y toda clase de premios. Una vez mostrados todos los regalos del escaparate, había que intentar adivinar cual creían que era el precio justo conjunto de todos los regalos, haciendo todas las sumas que creyeran oportunas. Una vez hubieran escrito el precio que ellos creían, lo mostrarían. Si los dos se pasaban, los dos perderían. Si no, sería ganador el que más se acercara al precio justo. Si el precio indicado estaba a menos de 300.000 pesetas del precio justo (500.000 pesetas en etapas posteriores), ganarían todos los regalos del escaparate. Si no, elegirían uno de los premios y sería suyo.
A partir de octubre de 1988 se incluyó la posibilidad de que los telespectadores participasen desde sus casas a través del envío de una carta patrocinada por un producto que correspondía con un premio. Verónica Mengod se encargaba de llamar por teléfono a los telespectadores que por el simple hecho de estar en su casa en el momento de la llamada ya se llevaban otro premio.

## Etapas (1988-2021)
El programa se emitía en el prime time de los lunes, excepto en la segunda etapa que se programó en la tarde de los domingos por TVE-2 para atraer espectadores en esa franja horaria.
| Número | Fecha de inicio | Fecha de final | Número de entregas |
| ------ | --------------- | -------------- | ------------------ |
| 1      | 29-02-1988      | 31-07-1989     | 66                 |
| 2      | 19-11-1989      | 01-07-1990     | 33                 |
| 3      | 17-09-1990      | 24-06-1991     | 40                 |
| 4      | 16-09-1991      | 06-07-1992     | 42                 |
| 5      | 5-10-1992       | 9-08-1993      | 42                 |
| 6      | 1996            | 1997           |                    |
| 7      | 27/09/1999      | 2002           |                    |
| 8      | 11-09-2006      | 2007           |                    |
| 9      | 5-04-2021       | 18-06-2021     | 47                 |

### Primera etapa (1988-1989)
La primera etapa empezó el 29 de febrero de 1988 continuando hasta el 25 de julio de 1988. Tras la pausa del verano volvió con novedades el 3 de octubre de 1988 manteniéndose en antena hasta el 31 de julio de 1989 tras 66 programas emitidos. 
Ramón Pradera fue el director y guionista de la primera etapa del programa que se grababa en el Estudio 11 de Prado del Rey. Estaba producido por Videomedia.
El programa se concibió para sustituir a Un, dos, tres...responda otra vez en la noche de los lunes y lo iba a presentar Emilio Aragón que quería convertirlo en un show incluyendo números musicales y humor. No obstante, al ser un formato comprado americano, se exigió que se emitiese tal cual era sin añadir nada eligiendo finalmente al veterano Joaquín Prat para conducirlo.
Se iba a empezar a emitir el 1 de febrero de 1988 pero debido a "dificultades en el proceso de producción" (fallos en el mecanismo de computerización) no se pudo programar hasta el 29 de febrero de 1988. El Consejo de Administración de RTVE criticó el programa piloto por ser un "escaparate de productos y marcas que se adornan con una serie de concursos sin que exista un hilo conductor que lo justifique". Se consideró también que no era la fórmula propia de una televisión pública, aunque otras cadenas estatales (la BBC entre ellas), lo habían mantenido en antena sin por ello vulnerar su condición de televisión pública. También se criticó por hacer publicidad de firmas que aparecían gratuitamente cediendo artículos propios como regalos.
En el primer programa la voz en off era de Fernando Acaso siendo sustituido en los siguientes por Primitivo Rojas.
A pesar de las críticas por su excesivo carácter consumista y su escaso valor cultural, el programa fue un tremendo éxito de audiencia convirtiéndose en el espacio más rentable de TVE y una auténtica "gallina de los huevos de oro". Hasta el mes de febrero de 1989 y tras 44 emisiones había obtenido los mayores ingresos publicitarios de su historia: 11.110.071 de pesetas de los cuales 9.446.809.230 de pesetas eran de publicidad ordinaria (anuncios anteriores, en medio y posteriores del espacio) y 1.340 millones por publicidad de patrocinio. De los 11.110 millones de pesetas recaudados por publicidad TVE pagó de su bolsillo en premios 497.094.439 de pesetas, cantidad que no alcanzaba ni el 5 por ciento de los ingresos generados demostrando que el programa era un negocio redondo.
Tras la primera etapa que concluyó el 31 de julio de 1989 TVE había ingresado 20.000 millones de pesetas. Por el programa habían pasado 600 concursantes destacando Manuel Martínez Couto, un camararero de Lugo que ganó el escaparate final valorado en 40.901.895 pesetas y en el otro extremo un concursante que consiguió una cuartilla valorada en 1 peseta. TVE había repartido más de 1.700 millones de pesetas en premios.

### Segunda etapa (1989-1990)
En la segunda etapa (1989-1990) dirigida por Francesco Boserman se optó por programarlo los domingos a las 19 horas por TVE-2 para atraer espectadores y modificar los hábitos de la audiencia. El programa se convirtió en la máxima estrella de la segunda cadena en cuanto a ingresos por publicidad.
Durante esta etapa hubo una polémica por el retraso en la entrega de los premios. Cuatro concursantes procedentes de las Islas Canarias denunciaron que llevaban esperando 14 meses la entrega de unos premios ganados en un programa emitido en junio de 1989. Al parecer dicho retraso se debió a la falta de acuerdo entre TVE y la empresa suministradora de las embarcaciones regaladas en el concurso. Tras estos contratiempos TVE rompió relaciones con esta empresa que llevaba regaladas 70 embarcaciones por toda España. Para evitar este tipo de problemas TVE contrató en la siguiente etapa a Videomedia para la gestión de entrega de premios.

### Tercera etapa (1990-1991)
La tercera etapa (1990-1991) dirigida por José María Quero comenzó con el programa número 100 emitiéndose un especial en la tarde del domingo 16 de septiembre de 1990 por TVE-1 mostrando los secretos y anécdotas del programa. Al día siguiente, el 17 de septiembre, volvió a su horario original los lunes en prime time por TVE-1 incrementando consecuentemente las tarifas publicitarias respecto a la etapa anterior.
En esta etapa consigue su inclusión en el Libro Guinness de los Récords 1991 gracias a su espectacular facturación publicitaria y a la fastuosa cuantía de los premios.

### Cuarta etapa (1991-1992)
El director de esta etapa fue Francisco Díaz Ujados.
Durante esta etapa aumentó la duración y las marcas patrocinadoras dentro del programa.

### Quinta etapa (1992-1993)
El director siguió siendo Francisco Díaz Ujados.Durante los últimos meses se emitió a partir de las 23.00 después del reality show Código uno y el espacio de Cruz y Raya, Abierto por vacaciones. 
Tras la quinta y última etapa se barajó al año siguiente la posibilidad de reponerlo presentado de nuevo por Joaquín Prat pero emitiéndolo diariamente. Al final no se llevó a cabo y Joaquín Prat presentó en 1994 otro concurso de corte familiar para las tardes titulado ¿Cómo lo veis? basado en el formato americano Family Feud que sería el último programa que realizaría.

### Sexta etapa (1996-1997)
Esta versión fue emitida en Canal 7 Televisión y presentada por Agustín Bravo.

### Séptima etapa (1999-2002)
En este caso lo presentó Carlos Lozano en esta nueva etapa donde conoció a Mónica Hoyos que fue azafata del programa para luego convertirse en esposa y madre de su única hija.
En esta época los productos  que salían se valoraban en Euros.

### Octava etapa (2006-2007)
En esta ocasión el concurso fue emitido por Antena 3  y presentado por Juan y Medio.
Su primer programa fue el 11 de septiembre de 2006.

### Novena etapa (2021)
En esta ocasión volvió a Telecinco casi 20 años después, a partir del 5 de abril de 2021 a las 23.00,  presentado por Carlos Sobera y con la voz de Luis Larrodera. Cuenta con las azafatas, Arianna Aragón y Paula Gómez y el azafato, Aitor Ferrón. El 19 de abril se estrenará a las 20.00 en formato diario de lunes a viernes mientras sigue el formato semanal en la noche de los lunes. También, desde el lunes 26 de abril se emite a las 13:10 en Cuatro. A partir del 14 de junio se emite únicamente en Cuatro debido a la Eurocopa 2020, finalizando el 18 de junio.
| 1 | 5 de abril de 2021  | 2 123 000 (17,1%) |
| 2 | 12 de abril de 2021 | 1 873 000 (14,8%) |
| 3 | 19 de abril de 2021 | 1 533 000 (12,7%) |

| 1  | 19 de abril de 2021 | 1 701 000 (13,5%) |
| 2  | 20 de abril de 2021 | 1 638 000 (12,6%) |
| 3  | 21 de abril de 2021 | 1 587 000 (11,7%) |
| 4  | 22 de abril de 2021 | 1 587 000 (12,3%) |
| 5  | 23 de abril de 2021 | 1 557 000 (13,2%) |
| 6  | 26 de abril de 2021 | 1 542 000 (11,8%) |
| 7  | 27 de abril de 2021 | 1 490 000 (11,2%) |
| 8  | 28 de abril de 2021 | 1 609 000 (12,0%) |
| 9  | 29 de abril de 2021 | 1 548 000 (11,7%) |
| 10 | 30 de abril de 2021 | 1 330 000 (11,5%) |
| 11 | 3 de mayo de 2021   | 1 631 000 (12,3%) |
| 12 | 4 de mayo de 2021   | 1 305 000 (10,9%) |
| 13 | 5 de mayo de 2021   | 1 295 000 (10,8%) |
| 14 | 6 de mayo de 2021   | 1 479 000 (12,6%) |
| 15 | 7 de mayo de 2021   | 1 327 000 (12,5%) |
| 16 | 10 de mayo de 2021  | 1 424 000 (11,3%) |
| 17 | 11 de mayo de 2021  | 1 466 000 (11,9%) |
| 18 | 12 de mayo de 2021  | 1 318 000 (11,2%) |
| 19 | 13 de mayo de 2021  | 1 448 000 (12,2%) |
| 20 | 14 de mayo de 2021  | 1 316 000 (12,5%) |
| 21 | 17 de mayo de 2021  | 1 332 000 (11,8%) |
| 22 | 18 de mayo de 2021  | 1 305 000 (11,5%) |
| 23 | 19 de mayo de 2021  | 1 369 000 (12,5%) |
| 24 | 20 de mayo de 2021  | 1 250 000 (11,6%) |
| 25 | 21 de mayo de 2021  | 1 256 000 (12,3%) |
| 26 | 24 de mayo de 2021  | 1 346 000 (11,9%) |
| 27 | 25 de mayo de 2021  | 1 369 000 (12,7%) |
| 28 | 26 de mayo de 2021  | 1 343 000 (12,3%) |
| 29 | 27 de mayo de 2021  | 1 332 000 (11,7%) |
| 30 | 28 de mayo de 2021  | 1 129 000 (11,6%) |
| 31 | 31 de mayo de 2021  | 1 310 000 (11,6%) |
| 32 | 1 de junio de 2021  | 1 363 000 (12,3%) |
| 33 | 2 de junio de 2021  | 1 156 000 (11,5%) |
| 34 | 3 de junio de 2021  | 1 268 000 (11,9%) |
| 35 | 4 de junio de 2021  | 1 007 000 (10,3%) |
| 36 | 7 de junio de 2021  | 1 166 000 (11,5%) |
| 37 | 8 de junio de 2021  | 1 139 000 (11,1%) |
| 38 | 9 de junio de 2021  | 1 080 000 (11,2%) |
| 39 | 10 de junio de 2021 | 1 109 000 (11,7%) |
| 40 | 14 de junio de 2021 | 415 000 (5,9%)    |
| 41 | 15 de junio de 2021 | 437 000 (4,3%)    |
| 42 | 16 de junio de 2021 | 391 000 (5,7%)    |
| 43 | 17 de junio de 2021 | 395 000 (5,5%)    |
| 44 | 18 de junio de 2021 | 379 000 (5,9%)    |

## Marcas que anunciaban en el programa
- Kraft Foods España (Ketchup MatoMato, Queso Parmesano, Salsonesa y Queso Santé, Leche Condensada Aly y Queso Mama Luise)
- GAC Onix Ciclomotores y Bicicletas
- Endesa (Escalera de Premios)
- Tintas Bruguer
- Aceite Carbonell
- Viajes Multicolor
- Iberia (aerolínea)
- Cooper Zeltia (ZZ Paff, Cuca Paff, Bon Bril, Kill Puff, Coopertrin y Fresh Air)
- Porcelanosa
- Opel (Corsa, Kadett)
- Batidos Okey
- La Piara
- Grupo IFA
- Daikin Aire Acondicionado
- Heladeras White Westinghouse
- Rianxeira (Atún Claro, Ensaladillas, Mejillones, Berberechos)
- Polygram (LP Salvar La Tierra, Earthrise The Rain Forest/Carreras, Domingo y Pavarotti)
- Pascual (Leche, Cereales, Zumosol)
- Gallina Blanca (Avecrem, Sopas, Cremas, Sopinstant, Sopas Hechas, Hoy Menu, Pures y Salsas) [Escalera de Premios]
- Banco Bilbao Vizcaya Argentaria (El Libretón) [Escalera de Premios]
- Pedro Durán Plateria
- Bimbo (España) (Bim Boy, Pan de Molde)
- Panrico (Pan de Molde, Pan de Sandwich, Pan Integral, Pan Eldorado, Pan Frankfurt, Pan Burger y Bollycao)
- Mapfre Vida
- Azucarera Española (Azúcar Extra Blanco, Moreno de Cana, Glasé, Terrones)
- Banco Hispano Americano
- Revista TV Plus
- Revista Tele Indiscreta (Promoción El Precio Justo 1999)
- Revista Tele Ticket
- Revista Teleprograma (TP Tarjeta El Precio Justo)
- Freixenet (Carta Nevada, Reserva Real)
- Cepsa
- Jeans Lois
- Banesto (Cuenta Única, Requetecuenta)
- Fontaneda (Galleta Maria, Surtido)
- Cuétara (Surtido Cuétara)
- Softone Philips
- Turrones Virginias
- Nissan
- Record Vision (VHS Frank Sinatra Colección)
- CBS (LP Julio Iglesias Starry Night)
- Lenor (Suavizante de Ropas)
- Colchones Flex
- Ybarra (Aceite, Mayonesa, Sal, Vinagresa...)
- Gigante Verde
- Vidal Sassoon
- Galerías Preciados
- La Bruja Toallas
- Campofrío (Campo y Sierra, Gran Doblón, PavoFrio, Jamón, Chorizo, Fríos...)
- Vespa Trópico
- Yoplait (Ofilus, Flan, Sobremesas y Yogures)
- Dirección General de Tráfico - DGT
- Café Marcilla (Natural y Mezcla)
- Dash Ultra y Dash Oro
- McDonald's
- Ariel Ultra y Ariel Oro
- Vileda
- Iglo
- Kinder Sorpresa

## Juegos
Los juegos eran todos adaptados del original, exceptuando "La escalera de premios":
- La escalera de premios
- El fantasma
- El precio prohibido
- Siete por uno
- Más por menos
- Poco a poco
- Las diez oportunidades
- La llave maestra
- Cheque en blanco
- Sume y gane
- La tarjeta de crédito
- Las tres X
- Dale que te pago
- Las cinco etiquetas
- La ruleta
- Los barcos
- Ajuste el precio
- El juego de leche Pascual
- Juego del faraón
- Juego de los piratas
- Juego de la aventura jurásica
- El golpe
- Todos los números
- Los dados
- La caja fuerte
- Lo toma o lo deja
- El par justo
- La X oculta
- El slalom
- Hoy o ayer
- La tentación
- Las siete y media
- 1000 por 1000 / 1000 veces 1000
- La ganga
- Arriba y abajo
- El nido
- El gran juego de Banesto
- Los siete ceros
- La baraja
- La carrera
- Tiempo récord
- La colmena
- ¡A comprar!
- El as de copas
- Luz verde
- Los diez negritos
- Caja de música
- Contacto
- Juego de la DGT (Dirección General de Tráfico)